# 皮埃爾·布蓋
皮埃爾·布蓋（法語：Pierre Bouguer，1698年2月16日—1758年8月15日），法國數學家、地球物理學家、大地測量學家和天文學家。他也以「造船工程之父」之名為人所知。

## 經歷
布蓋生於勒克鲁瓦西克。父親讓·布蓋是當時最優秀的水文地理學家之一，並且是位於下布列塔尼勒克鲁瓦西克的水文地理學欽定教授，並出版了航海相關論文。讓在家中私人教授學生時也同時教授他的兩個兒子皮埃爾和揚。1714年布蓋16歲時，他被指定接替去世的父親擔任水文地理學教授。1727年布蓋以論文《On the masting of ships》擊敗萊昂哈德·歐拉獲得法国科学院的獎項。他還分別以論文《On the best method of observing the altitude of stars at sea》和《On the best method of observing the variation of the compass at sea》另外獲得兩個獎項。而使他獲獎的論文都發表在《Prix de l'Académie des Sciences》。
1729年布蓋出版了《Essai d'optique sur la gradation de la lumière》，該篇論文討論了光線通過一定範圍大氣層時所損失能量，因此是已知最早討論現在被稱為比尔-朗伯定律的文獻。他發現了太陽光的強度是月球的300倍，從而進行了歷史上最早的幾次測光實驗。1730年布蓋在勒阿弗尔擔任水文地理學教授，並接任皮埃爾·莫佩爾蒂的法國科學院幾何學副教授一職。他也發明了後來被约瑟夫·夫琅和费改良的太陽儀。之後布蓋升任到莫佩爾蒂原本的職務，並遷往巴黎。
1735年布蓋跟隨夏爾·瑪麗·德·拉孔達明（Charles Marie de La Condamine）前往秘魯進行大地測量以確認赤道附近子午弧的角度。該任務耗時十年，並且所有的研究成果都由布蓋在1749年以書籍《La figure de la terre》發表。在該書中布蓋提到在秘魯高海拔地區測得的重力值小於理論計算值，發現了重力異常。1746年布蓋發表了第一本造船工程專書《Traité du navire》 ，在該書中布蓋首次以穩心高度解釋船舶的穩定性。他之後的著作幾乎都是基於航海和造船工程的理論。

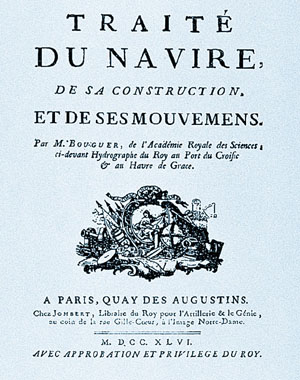
《Traité du navire》封面

1750年1月布蓋被選為英國皇家學會院士。
布蓋於1753年在巴黎逝世。

## 命名事物

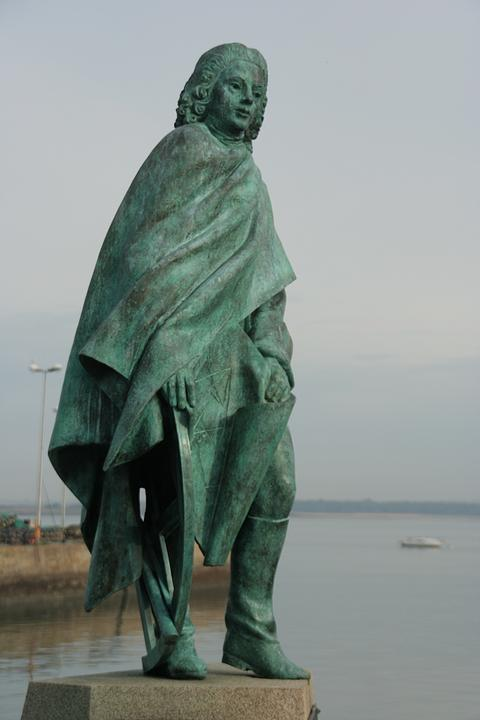
讓·弗雷烏爾製做的皮埃爾·布蓋全身銅像

火星上的布格撞擊坑、月球上的布格陨石坑、小行星8190都以布蓋命名。
他的名字也被用在氣象學術語布蓋暈（Bouguer's halo，或稱為烏略亞暈，Ulloa's halo，名稱來自他的探險隊中西班牙籍成員安东尼奥·乌略亚），該現象偶爾會在太陽光通過霧時（例如在山區）在霧中出現，並且太陽的高度很低，實際上也就是霧虹。這種不容易被觀察到的氣象現象是淡白色圓光弧或完整光環，在天上的半徑為39°，並且圓心是反日點。當霧虹的外觀經常是環繞在內部暈之外的另一個獨立的光環。
重力場的布蓋重力異常現象即以他的名字命名。
布蓋出生的勒克鲁瓦西克港口建立了他的銅像。

## 外部連結
- Biographie on Bouguer. School of Mathematics and Statistics. University of St Andrews, Scotland （页面存档备份，存于）
- This Month in Physics History. August 15, 1758: Death of Pierre Bouguer （页面存档备份，存于）